# Anoecia oenotherae
Anoecia oenotherae är en insektsart som beskrevs av Wilson 1911. Anoecia oenotherae ingår i släktet Anoecia och familjen långrörsbladlöss. Inga underarter finns listade i Catalogue of Life.